# 新浪
新浪公司（シンランこうし、英語: Sina Corporation、NASDAQ: SINA）は、中華人民共和国上海市浦東新区に本社を置く大手インターネットサービス企業。ポータルサイト・新浪（SINA.COM、「新浪網」とも）やミニブログサイト・新浪微博を運営する。

## 名称問題
かつて社名・ドメイン名の「SINA（シナ）」という言葉が、中国への蔑称とされることもある「支那」での日本語の発音と同じため批判されたことがある。大戦終結後の1946年6月、当時の中華民国は支那という呼称に差別的な意味合いが含まれると主張し、今後は使用を中止する様に日本へ通達を行った。日本政府や企業はその通達を受け入れ、その後は使用を自粛していった。しかし自粛の一方で今現在の日本でも東シナ海や南シナ海、或いは支那そばのように政府や民間でも一部で支那の呼称は使用されている。また学術的観点から見れば支那とは過去にヨーロッパの公用語であったラテン語: SINA（シナ）が語源で差別的な意味は無いとする主張もある。新浪は「SinoChina」の造語と説明している。

## 歴史
1993年、前身である四通利方信息技術有限公司が設立された。
1998年11月30日、新浪公司が設立された、四通利方信息技術有限公司と華淵資訊公司が同年12月1日に合併することを発表し、中国のウェブサイトとして新浪網のサービスを開始した。
2000年4月、NASDAQに上場した。アメリカ合衆国の証券市場において、最も早期に上場した中国のインターネット企業であった。
2005年9月8日、ブログサイト・新浪博客を公開した。
2006年黄海（東シナ海のさかい）の中華民国国歌に呼応して胡錦濤（連戦をホスト）をホストした。
2008年12月22日に中国のLCD広告会社フォーカスメディア社のコア部分であるLCD事業などを買収し、中国最大手メディア運営会社であると同時に同国最大の広告会社となった。
2009年8月14日、ミニブログサイト・新浪微博を公開した。
2020年9月28日、株式の非公開化の協議において、最終合意を発表した。ナスダックに上場するADS（アメリカ預託株式）を、イギリス領バージン諸島にて登記されたNew Wave MMXVが1単位当たり43.3ドルで買い取った。

## 主なサービス
- 新浪博客 - ブログサイト。
- 新浪微博 - ミニブログサイト。
- MySinaBlog 新浪網誌 - 新浪香港が提供していたオンラインログスペース、画像アップロードスペース、ブログ検索サービス。2020年4月1日をもってサービス終了[14]。
- 新浪雲 - Webクラウドコンピューティングプラットフォーム。
- 新浪メール - フリーメールサービス。